# Вишка (річка)
Вишка, Віжка — річка в Україні, у Великоберезнянському районі Закарпатської області. Ліва притока Ужа (басейн Дунаю).

## Опис
Довжина річки приблизно 8,7 км.

## Розташування
Бере початок у селі Вишки. Тече переважно на північний захід і в Костринській Розтоці впадає у річку Уж, ліву притоку Лаборцю.